# H-Dhami
 (juillet 2019).
Si vous disposez d'ouvrages ou d'articles de référence ou si vous connaissez des sites web de qualité traitant du thème abordé ici, merci de compléter l'article en donnant les références utiles à sa vérifiabilité et en les liant à la section « Notes et références ».
Hartinder Dhami mieux connu sous le nom de H-Dhami est un chanteur de bhangra anglo-indien. C'est le fils de Palvinder Dhami, chanteur du groupe Heera qui a connu le succès pendant les années 1980.

## Biographie
H-Dhami commence à chanter vers 6 ans sous l'ombre de son père et se lance dans la musique en 2007 en signant avec le producteur Rishi Rich sous le label Rishi Rich Productions (RRP) (alliance entre Rishi Rich et Waleed Jahangir). H-Dhami a également signé avec Sony BMG India pour la distribution en Inde.
Il commence alors une tournée anglaise avec de grands noms de Bollywood comme Shah Rukh Khan. Puis il chante à Dubaï et fais le tour des USA.
En 2007, il sort son premier titre Sadke Java qui devient tube de l'été grâce à la marque de fabrique de Rishi. Les fans ont été également ravis de voir le vidéo clip : il a été élu Best Video par les téléspectateurs de ZEE TV.
Le 18 juillet 2008, il sort son premier album du même nom que son premier single. Il contient 13 titres avec des collaborations avec Roach Killa, Chaaya et Mumzy Stranger. L'album atteint la première place de nombreux charts asiatiques et les médias sont ravis d'accueillir le petit nouveau dans la scène musicale.
Il a sorti son album en Inde et en Amérique du Nord et a été nommé pour 3 prix aux UK AMA's 2009 et gagne le prix Best Act. Il reçoit également le prix Best Newcomer aux prestigieux B4U UK Asian Music Awards (AMAs).
Il fait aussi son premier pas dans le domaine du coaching en réussissant le FA Level 1 Coaching Course. Ce supporter invétéré de l'Arsenal est le premier artiste asiatique à participer aux Football For All pour encourager les jeunes asiatiques à participer à ce sport.

## Collaborations
En 2010, il collabore avec Panjabi By Nature sur son album Crowd Pleaser avec le titre Gereh Kad Dee. Il chante avec Mumzy Stranger sur la version remix (Desi-version) de One More Dance. Il participe au titre Tere Bina Nahi Nachna avec le groupe En Karma. En 2010, il remixe le titre de Raghav, So Much et Shimmy de Preeya Kalidas.

## Discographie

### Singles
- 2007 - Sadke Java
- 2008 - Mitran Di Jaan
- 2008 - Har Gabroo

### Albums
- 2008 - Sadke Java